# Pardosa iniqua
Pardosa iniqua là một loài nhện trong họ Lycosidae.
Loài này thuộc chi Pardosa. Pardosa iniqua được Octavius Pickard-Cambridge miêu tả năm 1876.